# The Fighter
The Fighter (bra: O Vencedor; prt: The Fighter - Último Round) é um filme americano de 2010 dirigido por David O. Russell e estrelado por Mark Wahlberg, Christian Bale, Amy Adams e Melissa Leo. O filme centra a história na vida de Micky Ward e seu meio-irmão mais velho Dicky Eklund.

## Sinopse
Micky Ward (Mark Wahlberg) é um pugilista, da categoria meio-médio, norte-americano com ascendência irlandesa de uma família de classe operária em Lowell (Massachusetts). Agenciado por sua mãe, Alice Ward (Melissa Leo), e treinado por seu meio-irmão mais velho, Dicky Eklund (Christian Bale), Micky não teve uma carreira particularmente bem-sucedida: Ele se tornou um "trampolim" para promover outros pugilistas. Complicando ainda mais, Dicky, um ex-pugilista cujo ápice foi ter aguentado todos os rounds em uma luta contra Sugar Ray Leonard, televisionada pela HBO, e decaiu muito após o sucesso, tornando-se dependente de crack. Ele está sendo filmado para um documentário da HBO que ele acredita ser sobre o seu "grande retorno".
Na noite de uma luta preliminar em Atlantic City, o adversário de Micky fica doente, e lhe arranjam um substituto com 10 kg a mais do que ele. Apesar de Micky não concordar, sua mãe e irmão concordam com os termos, para que todos pudessem ser pagos. Micky é derrotado de forma humilhante pelo lutador bem mais pesado, mostrando clara incompatibilidade entre os dois. Frustrado com sua carreira e envergonhado por sua derrota, Micky tenta se esconder do mundo e inicia um relacionamento com Charlene Fleming (Amy Adams), uma ex-atleta universitária que abandonou tudo e tornou-se uma garçonete.
Após várias semanas, Alice consegue uma nova luta para Micky, que preocupado com o fato de repetir-se o mesmo que aconteceu anteriormente, mostra hesitação. Sua mãe e irmãs culpam Charlene por sua falta de motivação. Micky afirma ter recebido uma oferta para treinar em Las Vegas e receber por isso, mas Dicky diz que ele cobrirá a oferta para que ele possa continuar treinando e trabalhando com sua família. Dicky então tenta arranjar dinheiro, fazendo sua namorada se passar por prostituta e depois, quando ela consegue um cliente, finge ser um policial para roubar o dinheiro do cliente de sua carteira. O truque é rapidamente frustrado pela polícia real e Dicky é preso após uma perseguição e luta com os policiais. Micky intervem para tentar impedir a polícia de bater em seu irmão, mas um policial quebra sua mão antes de prendê-lo. No julgamento, Micky é solto, mas Dicly é mandado à prisão. Cansado, Micky finalmente desiste de Dicky.
Na noite da exibição do documentário da HBO, a família de Dicky, e o próprio Dicky, na prisão, ficam horrorizados ao ver que se chama High on Crack Street: Lost Lives in Lowell (Drogados na Rua do Crack: Vidas Perdidas em Lowell), um documentário sobre o quanto o vício em crack arruinou a carreira e a vida de Dicky. Arrasado, Dicky começa a treinar e tenta recomeçar sua vida na prisão. Micky é atraído a voltar a lutar por seu pai, que entende que Alice e seu enteado Dicky são más influências. Reunindo os outros membros da sua equipe de treinamentos e encontrando um novo empresário, Sal Lonano, eles convencem Micky a retornar ao pugilismo com a condição explícita de que sua mãe e irmão não mais se envolveriam. Eles colocam Micky em lutas menores para ajudá-lo a recuperar sua confiança. Posteriormente ele recebe uma oferta para outra grande luta contra um pugilista invicto em ascensão. Durante uma visita à prisão, Dicky aconselha Micky sobre como lutar contra seu adversário, mas Micky sente que seu irmão está sendo egoista e tentando recomeçar sua própria carreira fracassada. Durante a luta, Micky quase é subjugado desde o início, mas, lembrando do conselho de seu irmão, altera sua estratégia e acaba saindo vencedor; ele ganha o direito a lutar pelo título, já que seu adversário teria tal direito se vencesse.
Após ser libertado da prisão, Dicky e sua mãe vão assistir o treino de Micky. Imaginando que as coisas continuam do mesmo jeito, Dicky se prepara para treinar seu irmão, mas Micky o informa que ele não está mais autorizado, segundo seu contrato com sua equipe atual. Na sequência da discussão, na qual Micky critica ambas as facções de sua família, Charlene e seu treinador o abandonam decepcionados. Micky e Dicky treinam de forma abrupta, até Micky derrubar Dicky. Dicky se revolta e sai, presumivelmente para se drogar novamente, e a mãe de Micky repreende Micky, e só se dá conta quando ele lhe diz que ela sempre favoreceu Dicky. Dicky retorna à casa onde consumia crack, onde se despede de seus amigos e segue em direção ao apartamento de Charlene. Ele lhe diz que Micky precisa de ambos e que eles precisam trabalhar juntos. Após todos se reunirem novamente, o grupo parte para Londres para a luta pelo título. Micky vence outra luta em que esteve perto de perder e conquista o título dos meio-médios. O filme salta alguns anos à frente, creditando seu irmão como o criador de seu próprio sucesso.

## Elenco
- Mark Wahlberg como Micky Ward
- Christian Bale como Dicky Eklund
- Amy Adams como Charlene Fleming
- Melissa Leo como Alice Ward
- Jack McGee como George Ward
- Frank Renzulli como Sal LoNano
- Mickey O'Keefe como ele mesmo
- Chanty Sok como Karen
- Erica McDermott como Cindy Eklund
- Melissa McMeekin como Alice Eklund
- Bianca Hunter como Cathy Eklund
- Dendrie Taylor como Gail Eklund Carney
- Kate O'Brian como Phyllis Eklund
- Jenna Lamia como Sherri Ward
- Imdad Miah como Terry Manson

## Produção
A Scout Productions adquiriu o direito de contar a história do boxeador Micky Ward e seu irmão Dicky Eklund em julho de 2003. Eric Johnson e Paul Tamasy foram contratados para escrever o roteiro, que foi reescrito por Lewis Collick. Mark Wahlberg se juntou a produção em 2005, com a intenção de fazer "justiça" a história de Ward. A Paramount Pictures contratou Paul Attanasio para reescrever o rascunho de Collick, em fevereiro de 2007, para tentar enfatizar os temas de irmandade e redenção. Esperando começar a produção em Massachusetts em junho 2007, Wahlberg deu o roteiro para Martin Scorsese ler, com a esperança que ele fosse dirigir. Scorsese rejeitou a oferta, achando o cenário de Massachusetts redundante após ter terminado The Departed. O ator citou Raging Bull como inspiração para The Fighter, porém Scorsese não estava interessado em dirigir outro filme de boxe. Darren Aronofsky foi contratado para dirigir em março de 2007, com Scott Silver escrevendo o roteiro em setembro de 2007.
A produção proseguiu com as filmagens marcadas para começar em outubro de 2008 e Christian Bale substituiu Brad Pitt como Dicky. Nesse momento, Aronofsky tinha saído da produção para trabalhar no abortado remake de RoboCop. Waklberg e Bale escolheram David O. Russell para substituir Aronofsky. Wahlberg havia trabalhado com Russell em Three Kings e I ♥ Huckabees. Aronofsky recebeu crédito como produtor executivo por suas contribuições ao filme, e ficou entusiasmado por ter Russell como diretor. Em abril de 2009 a Relativity Media chegou para financiar o projeto, vendendo os direitos de distribuição a The Weinstein Company um mês depois. As filmagens começaram em 13 de julho de 2009.
O filme foi feito em locações na cidade natal de Ward, Lowell. As lutas foram filmadas no Tsongas Center, e o ginásio de treinamento usado foi o Arthur Ramalho's West End Gym, um dos locais onde Ward realmente treinou. As sequências de lutas foram criadas "em grandes seções coreográfadas que foram tiradas diretamente dos vídeos das lutas de Micky", disse Russell. "Também usamos os comentários originais [da HBO] feitos por Larry Merchant, Roy Jones Jr. e Jim Lampley". Russell usou câmeras originais da época e contratou o diretor e a equipe da HBO que cobriu as lutas para recriá-las no filme.

## Recepção

### Critíca
The Fighter recebeu várias boas críticas. Os críticos elogiaram as performances de Wahlberg, Bale, Adams e Leo. No site Rotten Tomatoes o filme possui um indíce de aprovação de 90%, baseado em 211 resenhas, com uma média de 7,8/10. Metacritic deu ao filme 79/100, indicando "críticas geralmente favoráveis".
A revista Sports Illustrated elegeu o filme como o melhor filme de esporte da década e "um dos melhores desde Martin Scorsese iluminar o Jake LaMotta de Robert DeNiro em Raging Bull".

### Prêmios e indicações
Oscar
| Categoria                | Recipiente                                     | Resultado |
| ------------------------ | ---------------------------------------------- | --------- |
| Melhor Filme             | David Hoberman, Todd Lieberman e Mark Wahlberg | Indicado  |
| Melhor Diretor           | David O. Russell                               | Indicado  |
| Melhor Roteiro Original  | Scott Silver, Paul Tamasy e Eric Johnson       | Indicado  |
| Melhor Ator Coadjuvate   | Christian Bale                                 | Venceu    |
| Melhor Atriz Coadjuvante | Amy Adams                                      | Indicado  |
| Melhor Atriz Coadjuvante | Melissa Leo                                    | Venceu    |
| Melhor Edição            | Pamela Martin                                  | Indicado  |

Golden Globe Awards
| Categoria                | Recipiente       | Resultado |
| ------------------------ | ---------------- | --------- |
| Melhor Flilme - Drama    |                  | Indicado  |
| Melhor Diretor           | David O. Russell | Indicado  |
| Melhor Ator - Drama      | Mark Wahlberg    | Indicado  |
| Melhor Ator Coadjuvante  | Christian Bale   | Venceu    |
| Melhor Atriz Coadjuvante | Melissa Leo      | Venceu    |
| Melhor Atriz Coadjuvante | Amy Adams        | Indicado  |

Screen Actors Guild Awards
| Categoria                                            | Recipiente                                                         | Resultado |
| ---------------------------------------------------- | ------------------------------------------------------------------ | --------- |
| Melhor Performance de um Elenco em um Filme          | Amy Adams, Christian Bale, Melissa Leo, Jack McGee e Mark Wahlberg | Indicado  |
| Melhor Performance de um Ator em Papel Coadjuvante   | Christian Bale                                                     | Venceu    |
| Melhor Performance de uma Atriz em Papel Coadjuvante | Amy Adams                                                          | Indicado  |
| Melhor Performance de uma Atriz em Papel Coadjuvante | Melissa Leo                                                        | Venceu    |

BAFTA Award
| Categoria                | Recipiente                               | Resultado |
| ------------------------ | ---------------------------------------- | --------- |
| Melhor Roteiro Original  | Scott Silver, Paul Tamasy e Eric Johnson | Indicado  |
| Melhor Ator Coadjuvante  | Christian Bale                           | Indicado  |
| Melhor Atriz Coadjuvante | Amy Adams                                | Indicado  |